# De Profundis (Goubaïdoulina)
 (décembre 2024).
Si vous disposez d'ouvrages ou d'articles de référence ou si vous connaissez des sites web de qualité traitant du thème abordé ici, merci de compléter l'article en donnant les références utiles à sa vérifiabilité et en les liant à la section « Notes et références ».

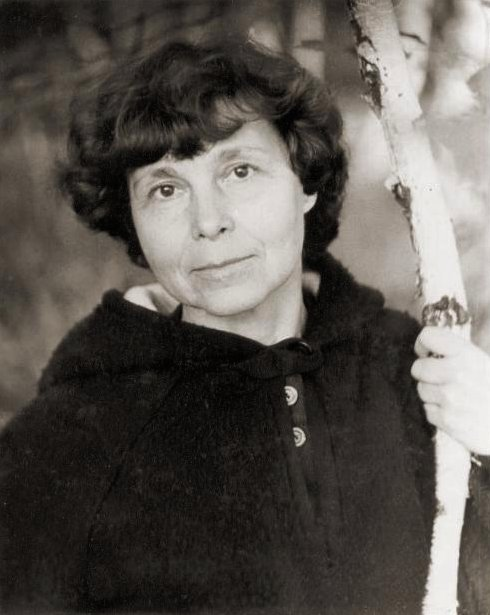
Sofia Gubaidulina

De Profundis est une œuvre pour bayan de la compositrice russe Sofia Goubaïdoulina, écrite en 1978.

## Contexte et création
Sofia Goubaïdoulina compose son De Profundis en 1978 pour le bayan.